# Stages (álbum de Triumph)
Stages es un álbum en vivo de la banda canadiense de hard rock Triumph y fue publicado en 1985.  Las canciones que fueron incluidas en este álbum fueron de las giras de Allied Forces, Never Surrender y Thunder Seven que hizo la banda entre 1981 a 1984, pero también se le añadieron otras dos canciones inéditas: «Mind Games» y «Empty Inside».
El álbum alcanzó el lugar 50.° de la lista del Billboard 200 y permaneció en ella durante cuatro semanas.

## Lista de canciones (LP y Casete)

### Primer disco

#### Lado A
| A Side |                           |                                         |          |  |
| N.º    | Título                    | Escritor(es)                            | Duración |  |
| 1.     | «When the Lights Go Down» | Rik Emmett / Michael Levine / Gil Moore | 5:56     |  |
| 2.     | «Never Surrender»         | Emmett / Levine / Moore                 | 6:43     |  |
| 3.     | «Allied Forces»           | Emmett / Levine / Moore                 | 5:25     |  |
| 4.     | «Hold On»                 | Rik Emmett                              | 4:21     |  |

#### Lado B
| B side |                         |                         |          |  |
| N.º    | Título                  | Escritor(es)            | Duración |  |
| 5.     | «Magic Power»           | Emmett / Levine / Moore | 6:12     |  |
| 6.     | «Rock and Roll Machine» | Emmett / Levine / Moore | 10:20    |  |
| 7.     | «Lay It On the Line»    | Emmett / Levine / Moore | 5:03     |  |

### Segundo disco

#### Lado A
| A Side |                        |                                        |          |  |
| N.º    | Título                 | Escritor(es)                           | Duración |  |
| 1.     | «A World of Fantasy»   | Emmett / Levine / Moore/ Tammy Patrick | 4:15     |  |
| 2.     | «Druh Mer Selbo»       | Gil Moore                              | 4:20     |  |
| 3.     | «Midsummer's Daydream» | Emmett / Levine / Moore                | 2:43     |  |
| 4.     | «Spellbound»           | Rik Emmett                             | 3:56     |  |
| 5.     | «Follow Your Heart»    | Emmett / Levine / Moore                | 3:37     |  |

#### Lado B
| B side |                        |                         |          |  |
| N.º    | Título                 | Escritor(es)            | Duración |  |
| 6.     | «Fight the Good Fight» | Emmett / Levine / Moore | 7:36     |  |
| 7.     | «Mind Games»           | Emmett / Levine / Moore | 5:33     |  |
| 8.     | «Empty Inside»         | Emmett / Levine / Moore | 3:58     |  |

## Lista de canciones (disco compacto)
| N.º | Título                                | Escritor(es)                            | Duración |  |
| 1.  | «When the Lights Go Down»             | Emmett / Levine / Moore                 | 5:56     |  |
| 2.  | «Never Surrender»                     | Emmett / Levine / Moore                 | 6:43     |  |
| 3.  | «Hold On»                             | Rik Emmett                              | 4:21     |  |
| 4.  | «Magic Power»                         | Emmett / Levine / Moore                 | 6:12     |  |
| 5.  | «Rock & Roll Machine»                 | Gil Moore                               | 10:20    |  |
| 6.  | «Lay It On the Line»                  | Rik Emmett                              | 5:03     |  |
| 7.  | «A World of Fantasy / Druh Mer Selbo» | Emmett / Levine / Moore / Tammy Patrick | 4:15     |  |
| 8.  | «Midsummer's Dream»                   | Rik Emmett                              | 2:43     |  |
| 9.  | «Spellbound»                          | Emmett / Levine / Moore                 | 3:56     |  |
| 10. | «Follow Your Heart»                   | Emmett / Levine / Moore                 | 3:37     |  |
| 11. | «Fight the Good Fight»                | Emmett / Levine / Moore                 | 7:36     |  |
| 12. | «Mind Games»                          | Emmett / Levine / Moore                 | 4:46     |  |
| 13. | «Empty Inside»                        | Emmett / Levine / Moore                 | 3:58     |  |

## Formación
- Rik Emmett — voz principal y guitarra
- Gil Moore — batería y voz
- Michael Levine — bajo y teclado
- Gary McCracken — batería (en la canción «Mind Games»)[1]
- Rob Yale — teclado[1]
- Elaine Overholt — coros[1]